# Chiesa di San Lorenzo (Mandello del Lario)
La chiesa di San Lorenzo è un edificio religioso di tipo arcipretale che si trova a Mandello del Lario, in provincia di Lecco. Per secoli costituì la sede della Pieve di Mandello.
La costruzione risale al XVII secolo, essendo stata realizzata come ampliamento di una precedente chiesa a tre navate di epoca medievale (di questa precedente struttura resta il campanile del XII secolo).

## Storia
La storia di questa chiesa è tuttora incerta. non essendoci pervenuti documenti che attestino l'anno di fondazione dell'edificio, gli studiosi hanno cercato di risalire alle antichi origini di Mandello del Lario e di questa chiesa affidandosi all'archeologia.
Si sa con certezza che nacque come chiesa paleocristiana battesimale e fu fatta erigere in onore del martire poiché considerato, in ogni città dal 300 d.C. in poi, uno dei personaggi fondamentali per la sconfitta dell'idolatria da parte di Roma. 
Grazie alla consapevolezza, fornitaci dai documenti, che non furono edificate chiese prima del V secolo, e che lo studio delle architetture delle chiese su territorio lombardo ha rivelato che anch'esse risalgono tutte a quel periodo, gli studiosi hanno dedotto che la stessa chiesa di San Lorenzo sia sorta in quest'epoca (660 d.C.). Questa primitiva struttura, grossomodo localizzata dove oggi si trova la cappella di Santa Marta, sarebbe stata costruita attaccata al muro che i romani avevano costruito a difesa del castrum mandellese.
Da indagini archeologiche effettuate con il georadar nella prima metà degli anni 1990 è stato possibile ricostruire il profilo esterno della chiesa originaria: un rettangolo avente 5 m di base e 11 m di altezza, chiuso da un'abside semicircolare.
Nel corso del XII secolo, la paleocristiana chiesa originaria fu trasformata in tempio romanico a tre navate absidate, oltre a essere dotata di un campanile che fungeva anche da torre di vedetta. Il campanile fu infatti edificato riutilizzando una delle torri che facevano parte della cinta muraria del castrum di Mandello.
Con le modifiche Seicentesche, effettuate dal 1613 al 1670 circa, la chiesa assunse la struttura odierna, che risulta essere un ampliamento di quella medievale. Da allora, la parte inferiore della torre campanaria costituisce  l'unica visibile della chiesa in stile romanico. Fu proprio in questo periodo che l'edificio fu consacrato da Filippo Archinto, vescovo di Como, il 13 giugno 1613 (fatto attestato dall'epigrafe realizzata, nel 1758, da Giovanni Battista Buzzi, collocata nel presbiterio) e che si cominciò a erigere, nel 1687, la cappella dei morti esterna alla chiesa.
Riguardo invece alla cappella di Santa Marta collocata all'interno dell'edificio, si può dire che fu costruita dalla confraternita dei Disciplini di Valcamonica in onore della Santa verso la fine del XVI secolo.
Furono fatte poi varie modifiche nel corso dei decenni a seguire, come ad esempio la realizzazione del portale sul lato sud della navata (1710) e del portale sul lato nord (1765).

## Descrizione

### Chiesa
L'edificio è a pianta longitudinale di forma rettangolare, con quattro cappelle e presbiterio anch'esso rettangolare. Presenta due entrate, quella principale sulla facciata e quella secondaria sul lato lungo rivolto verso sud. 
Il campanile è posto di fronte alla facciata d'ingresso. Sul lato rivolto verso nord sono annessi alla chiesa altri edifici religiosi tra i quali la cappella di Santa Marta, locali un tempo di proprietà dei disciplini, un locale con l'affresco quattrocentesco della crocifissione e la cappella commemorativa dei caduti in guerra.  
La chiesa è costituita da un'unica navata coperta da una volta a botte sulla quale si aprono sei finestre, tre da una parte e tre dall'altra; infatti la volta è nascosta all'esterno da una struttura con tetto a spioventi. 
A destra e a sinistra dell'entrata principale sono presenti due confessionali in legno del 1745.    
Al 1916 risalgono i due affreschi che ornano la volta della navata. Eseguiti da Luigi Tagliaferri, i dipinti raffigurano, rispettivamente, una Tempesta sedata e una Assunzione tra Santi (tra i quali si riconoscono immediatamente i Santi Lorenzo, Antonio di Padova e Rocco).   
Sui lati lunghi si aprono in totale quattro nicchie quadrangolari, coperte da rispettive volte a botte: sul lato sinistro si trovano la cappella della Decollazione del Battista e la cappella del Santo Crocifisso, mentre sul lato destro sono la cappella della Santa Trinità e la cappella di San Giuseppe. I pilastri che attualmente separano le varie cappelle lungo ciascun lato facevano già parte della chiesa medievale.  
Tra le due cappelle del lato destro si apre un'altra nicchia quadrangolare con l'entrata secondaria, sopra la quale si trova un matroneo per il coro, cioè l'orchestra e accanto vi è il pulpito seicentesco in legno intagliato e dorato. Invece tra le due cappelle sul lato sinistro si trova un matroneo con l'organo del '600 dotato di una cassa in legno intagliato e dorato. Sotto a questo matroneo si trova una stanza attraverso la quale si accede alla cappella di Santa Marta.  
In fondo alla chiesa si trova una grande nicchia quadrangolare coperta da una volta a botte di altezza inferiore rispetto a quella della navata e nascosta all'esterno da un tetto a spioventi. Quest'area è dedicata all'altare maggiore barocco e al presbiterio, i quali sono separati dalla navata da cinque gradini e da due balaustre in marmo. Nel presbitero, tre grandi quadri realizzati da Antonio Santagostino negli anni 1684-1687 raffigurano altrettante scene della vita del santo titolare della chiesa. Sopra al presbiterio vi è una trave sulla quale è collocato il crocefisso di Francesco Micheli del 1676. Al 1692 risalgono invece il coro ligneo, i lettorini e i vani per gli oli santi, opere di Andrea Redaelli. Inoltre ci sono due finestre semicircolari una al centro del lunettone della facciata e una al centro della lunetta del presbiterio.
L'organo, inserito in una struttura lignea sormontata dallo stemma comunale di Mandello (1657), fu completamente ristrutturato da Andrea Luigi Serassi (1784).
La sagrestia ospita armadi del 1737 dei medesi Cassina, oltre due custodie per paliotti e altrettanti inginocchiatoi realizzati da Bartolomeo Locatelli nella seconda metà del XVII secolo.
Al Settecento risalgono inoltre una serie di oggetti liturgici di pregio, oltre a una pala d'altare di Federico Ferrario raffigurante una Trinità con la Madonna, l'angelo custode e san Michele.

### Campanile
Il campanile di San Lorenzo risale alla costruzione medievale e si pensa fosse stato un baluardo di difesa d'epoca basso imperiale. È posizionato di fronte alla facciata a campana della chiesa. Partendo dal basso del campanile troviamo una fila di triplice archi cechi, due file di bifore con colonnine, la zona dedicata alle campane ricoperta da un tetto a cuspide e in cima la croce trecentesca.

### Cappella di Santa Marta
La cappella di Santa Marta, alla quale si accede dal lato lungo sinistro, si pensa fosse stata in epoca medievale un battistero. È composta da una navata quadrangolare sulla quale si aprono di fronte l'altare maggiore della Madonna del Rosario, a sinistra la cappella del battistero e a destra la cappella dell'Addolorata attraverso la quale si accede alla cappella della Madonna di Lourdes.

### Affreschi e stucchi
Gli affreschi più importanti della chiesa sono quelli che si trovano nei tre quadroni del presbiterio e nel quadrone sulla controfaccia, sopra il portone d'ingresso. Questi affreschi rappresentano le Storie di san Lorenzo, martire a cui è dedicata la chiesa, e sono stati dipinti tra il 1684 e il 1706 dal pittore milanese Agostino Santagostino (1635-1706). Il primo quadrone rappresenta l'incontro tra san Lorenzo e il papa Sisto II, il secondo rappresenta il processo a san Lorenzo, il terzo il martirio di san Lorenzo sulla graticola ardente e il quarto raffigura San Lorenzo nella gloria dei cieli. La controfacciata ospita inoltre stucchi di Giacomo Scotti (1688), mentre altri stucchi figurati furono realizzati da Donato Morelli (1684). Più recenti sono le pitture delle volte, opera di Luigi Tagliaferri (1916).

## Elenco degli arcipreti
- don Giovanni Baj Rossi (1874-1945), dal 1911 al 1927
- don Enrico Dell'Acqua (1886-1952), dal 1928 al 1952
- don Giuseppe Castelli (1909-1983), dal 1952 al 1974
- don Giancarlo Taroni (1927-1989), dal 1974 al 1989
- don Carlo Massina (1941-2011), dal 1989 al 2011
- don Donato Giacomelli (1948-), dal 2011 al 2018
- monsignor Giuliano Zanotta (1958-), dal 2018 a oggi